# Operacja Młot Wikinga
Operacja Młot Wikinga – operacja wojskowa przeprowadzona podczas II wojny w Zatoce Perskiej w północnym wschodnim Iraku, przy granicy z Iranem. Celem operacji, która toczyła się pod koniec marca 2003 było wyeliminowanie terrorystycznej organizacji Ansar al-Islam zajmującej część irackiego Kurdystanu.

## Tło
Ansar al-Islam to islamistyczna organizacja terrorystyczna z Abu Musabem az-Zarkawim na czele, która pojawiła się w północnym Iraku w grudniu 2001. Ansar al-Islam to grupa składająca się głównie z kurdyjskich rekrutów i arabskich weteranów wojny w Afganistanie. Przed amerykańską inwazja na Irak, w latach 2001–2003 walczyli z siłami kurdyjskimi w północnym Iraku, głównie wokół miasta Halabja, które było pod ich kontrolą. CIA podejrzewało, że Ansar al-Islam zaangażowany był w produkcję broni chemicznej i trucizny rycyny w fabryce w mieście Sargat. Ponadto dwie inne kurdyjskie grupy bojowników islamskich działających w regionie, dostosowało się do Ansar al-Islam.

## Operacja
4 Dywizja Piechoty składająca się z 40 amerykanów wraz z kurdyjską Peshmergą uderzyła od strony Turcji. Przed bitwą rebelianci przygotowali sobie pozycję w górskich obszarach irackiego Kurdystanu. 21 marca rozpoczęto ataki rakietowe na bazy Ansar al-Islam. Amerykanie początkowo planowali rozpocząć akcję lądową bezpośrednio po ostrzale z powietrza, lecz siły sprzymierzone były w nieodpowiednim miejscu. W wyniku nalotów z 21 czerwca zginęło ok. 100 bojowników Islamskiej Grupy Kurdystanu zrzeszonej z Ansar al-Islam. Tydzień później Amerykańskie siły specjalne były gotowe i 28 marca rozpoczęli atak naziemny. 
W wyniku ofensywy rozpoczętej 28 marca, rebelianci zostali wepchnięci do miasta Sargot. Amerykanom i Kurdom wystarczyły tylko trzy godziny ostrzału moździerzowego i ataków z karabinów maszynowych by wywołać zamieszanie wśród bojówek Zarkawiego. W kolejnym dniu walk po nocnym oblężeniu Sargot nastąpiło kolejne natarcie. Rebelianci zostali zepchnięci ku wschodniej granicy z Iranem. Wiele bojowników właśnie tam uciekło, gdzie zostało aresztowano przez Irańczyków. Inni, którzy nie dostali się do Iranu zostali pojmani przez siły kurdyjskie. Jednakże kurdyjskie źródła twierdzą, że wielu rebeliantów Ansar al-Islam znalazło schronienie w Iranie.

## Skutki
Aliantom udało się osiągnąć zamierzony cel operacji, czyli wyeliminować Ansar al-Islam z północnego Iraku co pozwoliło kurdyjskim jednostkom skupić się na walce z armią iracką. Amerykańskie służby wywiadowcze odkryły w ruinach fabryki w Sargot ślady rycyny i chlorku potasu. Trzem amerykańskim żołnierzom sił specjalnych działających wokół Sargot przyznano srebrne gwiazdy. Ansar al-Islam zaangażowało się w rebelii podczas amerykańskiej okupacji Iraku.